# Sunifried I van Barcelona
Sunifried I of Suniario I (Spaans: Suñer I, Catalaans: Sunyer I) (- 15 oktober 950) was graaf van Barcelona, Girona, Urgell en Osona van 911 tot 947.
Hij was de zoon van Wilfried de Harige en Guinidilda, en de jongere broer van zijn voorganger als graaf van Barcelona, Wilfried II Borrell. Hij was samen met zijn broers werkzaam in het bestuur van de door zijn vader in 897 nagelaten bezittingen, maar regeerde niet zelfstandig, totdat zijn broer Wilfried II in 911 stierf.

## Familieconflict
Bij de dood van zijn oom Radulf I, de graaf van Besalú, rond 920 geraakte hij in conflict met zijn broer Miró II, de graaf van Cerdanya, over de opvolging in dit graafschap. Het dispuut werd opgelost, doordat Miró aan zijn aanspraak op Barcelona verzaakte en Sunifried aan die op Besalú.

## Politiek
Sunifried getrooste zich grote inspanningen in zijn graafschappen en voerde vooral een kolonisatiebeleid in Ausona. Hij versterkte de positie van de kerk, gaf haar land en daarmee ook inkomen.
Naar buiten toe gaf hij de defensieve houding van zijn voorganger op en viel de Morenstaten in het zuiden aan en behaalden overwinningen in de veldslagen bij Lleida en Tarragona. Tegelijkertijd knoopte hij diplomatieke betrekkingen aan met de emir van Córdoba, die in grote mate de controle over zijn noordelijke provincies had verloren. In 912 werd zijn leger door de Moorse wali van Lleida in het Tàrrega-dal aangevallen en vernietigd. Sunifrieds tegenaanval in 914 dreef hen echter terug. Hij bevolkte daarna het gebied van Penedès, dat tevoren de voornaamste schouwplaats van de conflicten tussen de Franken en de moslims was geweest, tot aan Olèrdola (929).
In 936/937 leidde hij een nieuwe veldtocht tegen de moslims. Hij versloeg het koninkrijk Valencia met inbegrip van de Germaanse stam van de Quadi. De Moren gaven daarop Tarragona op, dat nu niemandsland werd, terwijl Tortosa werd gedwongen, de graven van Barcelona tribuut te betalen.

## Nageslacht
Hij huwde eerst met Aimilda, die vermoedelijk rond 920 stierf, en bij wie hij vermoedelijk een dochter had, Guinidilda, die de echtgenote van Hugo van Rouergue, heer van Quercy, werd.
In 920/925 trouwde Sunifried met Richilda van Toulouse, gestorven na 954, dochter van graaf Armengol van Rouergue, bij dewelke hij vier zonen en een dochter had:
- Ermengol, gestorven in 940/943, graaf van Osona,
- Borrell II, gestorven in 992, graaf van Barcelona enz.
- Miró, graaf van Barcelona en Osona
- Adelaida (Bonafilla), gestorven voor 955, abdis van San Juan de Ripoll
- Wilfried, gestorven na 986

In 947 droeg hij de regering over aan zijn zonen Borrell en Miró, waarna hij zich in een klooster terugtrok. Hij stierf in 950 in het klooster La Grasa in Conflent.